# Gymnastique artistique aux Jeux olympiques d'été de 2008
Navigation
Athènes 2004 Londres 2012
La compétition de gymnastique artistique s'est déroulée du 9 au 19 août au Palais national omnisports de Pékin.

## Calendrier
| Août 2008 | Sam 9          | Dim 10         | Lun 11 | Mar 12               | Mer 13               | Jeu 14                      | Ven 15                      | Sam 16 | Dim 17                                 | Lun 18                                      | Mar 19                                   |
| --------- | -------------- | -------------- | ------ | -------------------- | -------------------- | --------------------------- | --------------------------- | ------ | -------------------------------------- | ------------------------------------------- | ---------------------------------------- |
| Hommes    | Qualifications |                |        | Concours par équipes |                      | Concours général individuel |                             |        | Finale au sol Finale au cheval d'arçon | Finale aux anneaux Finale au saut de cheval | Finale aux barres Finale à la barre fixe |
| Femmes    |                | Qualifications |        |                      | Concours par équipes |                             | Concours général individuel |        | Finale au sol Finale au saut           | Finale aux barres asymétriques              | Finale à la poutre                       |
| Total     | 0              | 0              | 0      | 1                    | 1                    | 1                           | 1                           | 0      | 4                                      | 3                                           | 3                                        |

## Participants
Les Championnats du monde de Stuttgart du 1er au 9 septembre 2007 ont déterminé les gymnastes qualifiés pour les épreuves olympiques de 2008. Les places attribuées (98 hommes et 98 femmes) sont les suivantes :
| Épreuve                                                    | Critères                                              | Qualifiés Hommes                                                                                       | Qualifiées Femmes |
| ---------------------------------------------------------- | ----------------------------------------------------- | --- | --- |
| Concours général                                           | Par équipe places 1 à 12 6 gymnastes par équipe       | Chine Japon Allemagne États-Unis Russie Roumanie Espagne Corée du Sud France Italie Canada Biélorussie | États-Unis Chine Roumanie Russie Italie Royaume-Uni France Brésil Ukraine Allemagne Australie Japon                                         |
| Concours général                                           | Par équipe places 13 à 15 2 gymnastes par équipe      | Ukraine Suisse Royaume-Uni                                                                             | Corée du Nord Canada Espagne |
| Concours général                                           | Par équipe 16 à 18 1 gymnaste par équipe              | Porto Rico Brésil Grèce                                                                                | Tchéquie Pays-Bas Suisse |
| Concours général individuel                                | Meilleurs gymnastes non qualifiés auparavant          | Jordan Jovtchev Anton Fokin Filip Ude Jose Luis Fuentes Epke Zonderland Martin Konecny Ilia Giorgadze  | Stefani Bismpikou Nastassia Marachkouskaya Veronica Wagner Dorina Boczogo Natalia Sanchez Marisela Cantu Hyun Joo Jo Marta Pihan Gaëlle Mys |
| Finales par appareils en individuel                        | Médailles d'or obtenues (si non qualifiés auparavant) | Leszek Blanik Mitja Petkovšek                                                                          | |
| Invitations de la Fédération Internationale de Gymnastique | Prise en compte de la représentativité des continents | Samuel Simpson Mohamed Serour                                                                          | Sherine El Zeiny |
| Commission Tripartite d'invitation                         |                                                       | 1 gymnaste                                                                                             | 1 gymnaste |
| Concours général individuel                                | Gymnastes de nations non encore qualifiées            | Robert Gal Koen Van Damme Sascha Palgen Alexander Shatilov Jorge Hugo Giraldo                          | Tina Erceg Annamari Maaranen Jessica Lopez Nikolina Tankoucheva Vered Finkel Jelena Zanevskaya                                              |

## Faits notables
Les gymnastes chinoises victorieuses du concours par équipe, He Kexin, Jiang Yuyuan et Yang Yilin, ont été accusées de n'être âgées que de 14 ans, alors que le CIO a élevé l'âge minimum de participation à 16 ans en 1997
.

## Résultats
| Hommes résultats des qualifications              |                                                                          | | |
| Concours général par équipes résultats détaillés | Chine Chen Yibing Huang Xu Li Xiaopeng Xiao Qin Yang Wei Zou Kai         | Japon Takehiro Kashima Takuya Nakase Makoto Okiguchi Kōki Sakamoto Hiroyuki Tomita Kohei Uchimura     | États-Unis Alexander Artemev Raj Bhavsar Joe Hagerty Jonathan Horton Justin Spring Kai Wen Tan             |
| Concours général individuel résultats détaillés  | Yang Wei (CHN)                                                           | Kohei Uchimura (JPN)                                                                                  | Benoît Caranobe (FRA)                                                                                      |
| Sol résultats détaillés                          | Zou Kai (CHN)                                                            | Gervasio Deferr (ESP)                                                                                 | Anton Golotsutskov (RUS)                                                                                   |
| Cheval d'arçons résultats détaillés              | Xiao Qin (CHN)                                                           | Filip Ude (CRO)                                                                                       | Louis Smith (GBR)                                                                                          |
| Anneaux résultats détaillés                      | Chen Yibing (CHN)                                                        | Yang Wei (CHN)                                                                                        | Oleksandr Vorobyov (UKR)                                                                                   |
| Saut de cheval résultats détaillés               | Leszek Blanik (POL)                                                      | Thomas Bouhail (FRA)                                                                                  | Anton Golotsutskov (RUS)                                                                                   |
| Barres parallèles résultats détaillés            | Li Xiaopeng (CHN)                                                        | Yoo Won-chul (KOR)                                                                                    | Anton Fokin (UZB)                                                                                          |
| Barre fixe résultats détaillés                   | Zou Kai (CHN)                                                            | Jonathan Horton (USA)                                                                                 | Fabian Hambüchen (GER)                                                                                     |
| Femmes résultats des qualifications              |                                                                          | | |
| Concours général par équipes résultats détaillés | Chine Yang Yilin Cheng Fei Jiang Yuyuan Deng Linlin He Kexin Li Shanshan | États-Unis Shawn Johnson Nastia Liukin Chellsie Memmel Samantha Peszek Alicia Sacramone Bridget Sloan | Roumanie Andreea Acatrinei Gabriela Dragoi Andreea Grigore Sandra Izbaza Steliana Nistor Anamaria Tamarjan |
| Concours général individuel résultats détaillés  | Nastia Liukin (USA)                                                      | Shawn Johnson (USA)                                                                                   | Yang Yilin (CHN)                                                                                           |
| Saut de cheval résultats détaillés               | Un Jong Hong (PRK)                                                       | Oksana Chusovitina (GER)                                                                              | Cheng Fei (CHN)                                                                                            |
| Barres asymétriques résultats détaillés          | He Kexin (CHN)                                                           | Nastia Liukin (USA)                                                                                   | Yang Yilin (CHN)                                                                                           |
| Poutre résultats détaillés                       | Shawn Johnson (USA)                                                      | Nastia Liukin (USA)                                                                                   | Cheng Fei (CHN)                                                                                            |
| Sol résultats détaillés                          | Sandra Izbaza (ROU)                                                      | Shawn Johnson (USA)                                                                                   | Nastia Liukin (USA)                                                                                        |

## Tableau des médailles

### Hommes
| Rang  | Nation          | Or | Argent | Bronze | Total |
| ----- | --------------- | -- | ------ | ------ | ----- |
| 1     | Chine           | 7  | 1      | 0      | 8     |
| 2     | Pologne         | 1  | 0      | 0      | 1     |
| 3     | Japon           | 0  | 2      | 0      | 2     |
| 4     | États-Unis      | 0  | 1      | 1      | 2     |
| 4     | France          | 0  | 1      | 1      | 2     |
| 6     | Corée du Sud    | 0  | 1      | 0      | 1     |
| 6     | Croatie         | 0  | 1      | 0      | 1     |
| 6     | Espagne         | 0  | 1      | 0      | 1     |
| 9     | Russie          | 0  | 0      | 2      | 2     |
| 10    | Allemagne       | 0  | 0      | 1      | 1     |
| 10    | Grande-Bretagne | 0  | 0      | 1      | 1     |
| 10    | Ouzbékistan     | 0  | 0      | 1      | 1     |
| 10    | Ukraine         | 0  | 0      | 1      | 1     |
| Total | Total           | 8  | 8      | 8      | 24    |

### Femmes
| Rang  | Nation        | Or | Argent | Bronze | Total |
| ----- | ------------- | -- | ------ | ------ | ----- |
| 1     | États-Unis    | 2  | 5      | 1      | 8     |
| 2     | Chine         | 2  | 0      | 4      | 6     |
| 3     | Roumanie      | 1  | 0      | 1      | 2     |
| 4     | Corée du Nord | 1  | 0      | 0      | 1     |
| 5     | Allemagne     | 0  | 1      | 0      | 1     |
| Total | Total         | 6  | 6      | 6      | 18    |

### Confondu
| Rang  | Nation          | Or | Argent | Bronze | Total |
| ----- | --------------- | -- | ------ | ------ | ----- |
| 1     | Chine           | 9  | 1      | 4      | 14    |
| 2     | États-Unis      | 2  | 6      | 2      | 10    |
| 3     | Roumanie        | 1  | 0      | 1      | 2     |
| 4     | Pologne         | 1  | 0      | 0      | 1     |
| 4     | Corée du Nord   | 1  | 0      | 0      | 1     |
| 6     | Japon           | 0  | 2      | 0      | 2     |
| 7     | Allemagne       | 0  | 1      | 1      | 2     |
| 7     | France          | 0  | 1      | 1      | 2     |
| 9     | Corée du Sud    | 0  | 1      | 0      | 1     |
| 9     | Croatie         | 0  | 1      | 0      | 1     |
| 9     | Espagne         | 0  | 1      | 0      | 1     |
| 12    | Russie          | 0  | 0      | 2      | 2     |
| 13    | Grande-Bretagne | 0  | 0      | 1      | 1     |
| 13    | Ouzbékistan     | 0  | 0      | 1      | 1     |
| 13    | Ukraine         | 0  | 0      | 1      | 1     |
| Total | Total           | 14 | 14     | 14     | 42    |